# مانويل كيروغا (ملحن)
مانويل كيروغا (بالإسبانية: Manuel Quiroga Losada) هو رسام وملحن إسباني، ولد في 15 أبريل 1892 في بونتيفيدرا في إسبانيا، وتوفي بنفس المكان في 19 أبريل 1961.

## وصلات خارجية
- مانويل كيروغا على موقع ميوزك برينز (الإنجليزية)
- مانويل كيروغا على موقع ديسكوغز (الإنجليزية)